# Wólka Ratajska
Wólka Ratajska – wieś sołecka w Polsce położona w województwie lubelskim, w powiecie janowskim, w gminie Godziszów.
W latach 1975–1998 miejscowość administracyjnie należała do województwa tarnobrzeskiego. Według Narodowego Spisu Powszechnego (III 2011 r.) liczyła 540 mieszkańców i była czwartą co do wielkości miejscowością gminy Godziszów.